# Antisanti
Antisanti település Franciaországban, Haute-Corse megyében. Lakosainak száma 579 fő (2022. január 1.). Antisanti Piedicorte-di-Gaggio, Aghione, Aléria, Casevecchie, Giuncaggio és Vezzani községekkel határos.

## Népesség
A település népességének változása:
| Lakosok száma | 486  | 661  | 500  | 383  | 430  | 468  | 546  | 551  | 556  | 579  |
|               | 1968 | 1982 | 1990 | 2006 | 2013 | 2015 | 2017 | 2019 | 2020 | 2022 |